# マレーシア航空17便撃墜事件
マレーシア航空17便撃墜事件（マレーシアこうくう17びんげきついじけん）は、2014年7月17日にマレーシア航空の定期旅客便がウクライナ東部上空を飛行中に撃墜され、乗客283人と乗組員15人の全員が死亡した事件である。
2025年5月12日、国連の国際民間航空機関（ICAO）理事会は、本事件についてロシア政府が責任を負うとの決定を正式に採択し、ロシアへの賠償交渉を求める決議を可決した。

## 概要
アムステルダムからクアラルンプールへと向かっていたボーイング777-200ERは、ウクライナ–ロシア間の国境から約50km離れたところで消息を絶ち、同航空機の残骸が国境からウクライナ側へ40kmのドネツィク州グラボベ近郊に落下した。2014年3月8日のマレーシア航空370便墜落事故に続いて、マレーシア航空で2度目の航空機損失事案となった。
この撃墜事件は、ドンバス戦争において親ロシアの反政府勢力が支配下としていた地域で発生した。当該航空機との通信が途絶えてから約1時間後、ドンバス地域で分離主義勢力を率いていたイーゴリ・ギルキンは自身のVKontakteアカウントにおいて、人民兵からの報告としてウクライナ軍のAn-26輸送機が撃墜されたと主張した。グラボベ近郊に落ちたその残骸が民間旅客機だと明らかになるや、ギルキンはこの主張を撤回し、航空機撃墜への関与を否定した。

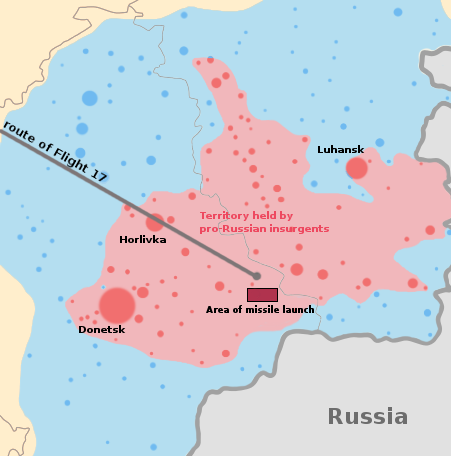
親ロシアの反政府勢力に支配されていた地域（ピンク色で図示）で途絶える推定飛行ルート。ニューヨークタイムズ紙作成

犠牲者の多くがオランダ人であったことから、事故調査はオランダ安全委員会（DSB）とオランダ主導の国際合同捜査チーム（JIT）によって行われた。2015年10月の最終事故調査報告書では、東部ウクライナの親ロシア分離主義に支配された地域から発射された地対空ミサイル「ブーク」による撃墜と結論付けられた。JITによると、使用されたブークは元々ロシア連邦の第53対空ミサイル旅団にあったもので、撃墜当日にロシアから輸送され、反政府勢力の支配地域である場所から発射され、その後ロシアへと戻された。
DSBとJITによる調査結果は、アメリカ合衆国やドイツの諜報機関が主張していた内容およびウクライナ政府の主張と合致するものだった。JITの結論に基づき、オランダ政府とオーストラリア政府はブークの設置配備に関してロシアに責任があるとして、2018年5月以降これを追及する法的手段を模索した。2019年6月19日、JITは、イーゴリ・ギルキン（ロシア連邦保安局元大佐）、セルゲイ・ドゥビンスキー（Сергей Дубинский、ロシア参謀本部情報総局職員）、オレグ・プラトフ（Олег Пулатов、ロシア参謀本部情報総局特別部隊元兵士）、レオニド・ハルチェンコ（Леонид Харченко、ウクライナ人、反政府戦闘部隊指揮官）らを殺人罪で起訴すると発表した。
ロシア政府は航空機撃墜への関与を否定した。Bellingcatはロシアが航空機が撃墜された方法の説明をその時々で変えていたと主張している。ロシアメディアの報道も他国の報道とは異なるものだった。ロシアとしては、戦争空域において民間機の飛行を許可したウクライナ政府の落ち度である、との見解である。
2019年6月20日、マレーシアのマハティール・モハマド首相はギルキンらの起訴の報を受け、JITの結論を「ばかげている」と非難し、「この件は最初から、いかにロシアの犯行として非難するかという政治問題になった」との考えを表明した。さらに「今のところ証拠はなく、伝聞情報しかない」とし、ロシア側の関与を示す証拠を求めた。ただしマレーシアはJITに参加しており、同国外務省は捜査結果を支持する声明を出した。
2025年5月12日、ICAO理事会は、本事件についてロシア政府の責任を正式に認定する決議を採択した。決議では、民間航空機への武器使用がシカゴ条約第3bis条に違反すると判断し、ロシアに賠償交渉を求めた。

## 機体
共同運航合意を通じてKLMオランダ航空 KL4103便とのコードシェア便であったMH17便は、ボーイング777-2H6ER（シリアル番号28411、機体記号9M-MRD）で運用されていた:30。84番目に製造されたボーイング777で、事故のちょうど17年前となる1997年7月17日に初飛行し、同年7月29日にマレーシア航空へと新規納入された。2つのロールス・ロイス製トレント892エンジンを動力に、280席（ビジネス33席とエコノミー247席）を運ぶこの航空機は、墜落前に76,300時間以上の飛行を記録していた:30。航空機は出発時に安全飛行できる (Airworthy) 状態だった:31。
1995年6月に商業運行を始めたボーイング777は2014年3月時点で1,200機以上が運用されていた。専門家によれば、同機種は民間航空機の中で最も優秀な安全記録を持っており、本事件発生時点の重大事故としては2008年のブリティッシュ・エアウェイズ38便事故、2013年のアシアナ航空214便着陸失敗事故、そして2014年3月のマレーシア航空370便墜落事故が知られているのみであった。

## 乗客・乗員
| 国籍             | 人数 |
| ---------------- | ---- |
| オーストラリア   | 27   |
| ベルギー         | 4    |
| カナダ           | 1    |
| ドイツ           | 4    |
| インドネシア     | 12   |
| マレーシア       | 43   |
| オランダ         | 193  |
| ニュージーランド | 1    |
| フィリピン       | 3    |
| イギリス         | 10   |
| 合計             | 298  |

本事件では乗客283名と乗務員15名の全員が死亡し:27、旅客機撃墜事件として最多の死者を出した事件となった。7月19日までに、航空会社は298人の乗客と乗務員全員の国籍を断定した。
乗客の3分の2以上（68%）はオランダ人だった。他の大部分の乗客はマレーシア人とオーストラリア人で、それ以外に7カ国の市民がいた:27。
乗客の中には、メルボルンでの第20回国際エイズ会議に向かう代表団がおり、そこには国際エイズ学会の元会長で会議を組織したユップ・ランゲも含まれていた。初期報道の多くが会議代表団約100名が搭乗していたと誤って伝えていたものの、これは後に6人に修正された。このほか、オランダの上院議員ウィレム・ウィッテフェーン、オーストラリアの作家リアム・デイヴィソン、マレーシアの女優シュバ・ジェイも搭乗していた。
家族グループが20組以上、12歳未満の子どもが少なくとも20名、未成年が80名いた。
乗務員は全員マレーシア人で、機長ワン・アムラン・ワン・フッシン（Wan Amran Wan Hussin、46歳）と朱仁隆（Eugene Choo Jin Leong、44歳）、副操縦士アフマド・ハキミ・ハナピ（Ahmad Hakimi Hanapi、29歳）とムフド・フィルダス・アブドゥル・ラヒム（Muhamad Firdaus Abdul Rahim、26歳）らを含め15名全員が犠牲となった。
17便には交代のため機長、副操縦士が2名ずつ、合計4名が乗務していた。事故当時は朱仁隆とムフド・フィルダス・アブドゥル・ラヒムが操縦席にいた。

## 背景
2014年3月初旬に始まったウクライナ東部の武力紛争の影響で、安全上の懸念から、商用航空機はウクライナ東部領域の通過を避けるようになっていた。撃墜事件に先立って、ウクライナ東部の反政府勢力が地対空ミサイル「ブーク（Бук）」を保有しているとの報道がメディアに出回っていた。こうした防空システムは、民間航空機を確実に識別できるわけではなく、回避することもできない。事件後のウクライナ保安庁の声明によると、本件航空機が撃墜された時点でブークミサイルシステム3基が反政府勢力の支配するウクライナ領土に置かれており、撃墜した夜のうちに、ブーク3基が指令車両と共にロシアに移された
事件の数カ月前よりウクライナ空軍の航空機も攻撃を受けていた。事件の3日前にはAn-26が撃墜され:183、事件前日にはSu-25が不時着を強いられた。7月17日の事件当日には、AP通信の報道記者がドネツィク州のスニジネ（墜落現場の南東16km）でブークの発射台や戦車を目撃していた。ブークが町に運び込まれるのを見た記者らに対して、見慣れない軍服を着用したロシア語訛りの言葉を話す男が撮影していないことを確認しに来たという。この事件に前後して、今回の墜落現場に程近いサヴールモヒラで行われた戦闘では、分離主義者が洗練された対空兵器を配備しウクライナ軍のジェット機を複数撃墜していたことから、これらの対空兵器がマレーシア航空17便を撃墜したのではないかとも示唆された。
国際民間航空機関は4月に、民間機がウクライナ南東部上空を通るのは危険だと各国政府に警告していた:217。ただし、この警告にはマレーシア17便が墜落した地域が含まれていなかった。ロシアの航空当局は、事件当日00:00に「ウクライナでの武力紛争」を理由として、民間旅客機による53,000フィート（16,000メートル）以下での飛行を禁じた。長距離便の飛行高度は一般に高度10,000–13,000メートル辺りであり、ロシア当局が高度16,000メートルまでの広い範囲での禁止を設けた理由は最終報告においても不明とされている:180。
ドネツィク上空を管理するウクライナ当局は高度9,800m以下の飛行に制限を設けていたが、民間旅客機に対する完全な空域封鎖は検討していなかった:10。他の国々と同様、ウクライナは自国領土を通過する民間航空機の上空通過料（overflight fee）を受け取っており、これが要因となって紛争地域を通過する民間空輸経路を封鎖しなかった可能性が指摘された。

## 航路と撃墜

スキポール空港から墜落地点までの当日の航路

規制空域を含むマレーシア航空17便 (MH17) とシンガポール航空351便 (SQ351) の航路

2014年7月17日、マレーシア航空17便 (MH17) はアムステルダム・スキポール空港のG3ゲートをCEST12:13に出発し、現地時間12:31に離陸した:23。予定では約11時間45分のフライトを経てクアラルンプール国際空港に7月18日MYT06:10に到着する予定だった。
当初の飛行計画によると、MH17便は高度33,000ft (10,060m) でウクライナ上空を飛行し、ウクライナのドニプロペトロウシク州辺りで35,000ft (10,670m) に高度を上げることになっていた。予定通りその空域へと現地時間15:53に到着すると、ドニプロペトロウシクの航空管制はMH17に計画通り高度を上げることが可能であるかを尋ね、同じ高度で飛行しているもう1機シンガポール航空351便 (SQ351) との間隔を維持するよう要請した。MH17操縦士が高度を維持したい旨を伝えると、航空管制はこの要求を承諾して別の1機に高度を上げさせた。現地時間16:00にMH17便の操縦士は気象条件のため航路を北に20海里 (37km) 寄せたいと伝え、この要求もドニプロ航空管制に承認された。MH17便の高度は10,060mのままであった。現地時間16:19にドニプロ管制はMH17が承認済みルートよりも北6.7kmを飛行していることを認識し、進路を戻すよう指示した。同時刻にドニプロ管制はロシアのロストフ・ナ・ドヌー (RND) 航空管制に電話連絡し、ロシア領空へと向かう航空許可を要請した。許可を貰った後、現地時間16:20に航空通信をRND管制に引き渡すべくドニプロ管制がMH17に連絡を試みたが、同航空機は応答しなかった。幾度の呼びかけにもMH17が応答しないため、ドニプロ管制は再びRND管制に連絡し、レーダーで機体を捕捉できているか確認を促した。RND管制は旅客機がレーダーから消えたことを確認した。
オランダ安全委員会 (DSB) は、現地時間16:20の最終飛行記録データがグラボベ近郊にあって時速915kmで東南東に向かっていた、と報告した。
現地時間16:20:03、航空機から東側の地域から発射された地対空ミサイルのブークが航空機の外コックピットすぐ上の左側で爆発した。爆発による減圧が生じ、コックピットと尾翼部の両区画が胴体中央部から千切れ飛んだ。3つに分かれた機体は地面へと墜落し、いずれも粉々になった。
残骸の大半は、ウクライナ東部ドネツィク州のグラボベ近郊50平方キロメートルの地域にわたって散らばった:53。地上への衝突時の火球と考えられる映像が捉えられている。墜落現場の写真には、壊れた胴体やエンジンの部品、遺体、パスポートが散らばっている様子が写っている。残骸は家屋の近くに落下し、数十体の遺体が作物畑や、一部は家屋にも落ちた。
マレーシア旅客機が墜落した時、ほか3機の民間航空機が同じ空域にいた。エア・インディア113便 (AI113)、エバー航空88便 (BR88)、そして最も近い航空機のシンガポール航空351便 (SQ351) は33km離れた所にいた:41。

## 遺体の回収

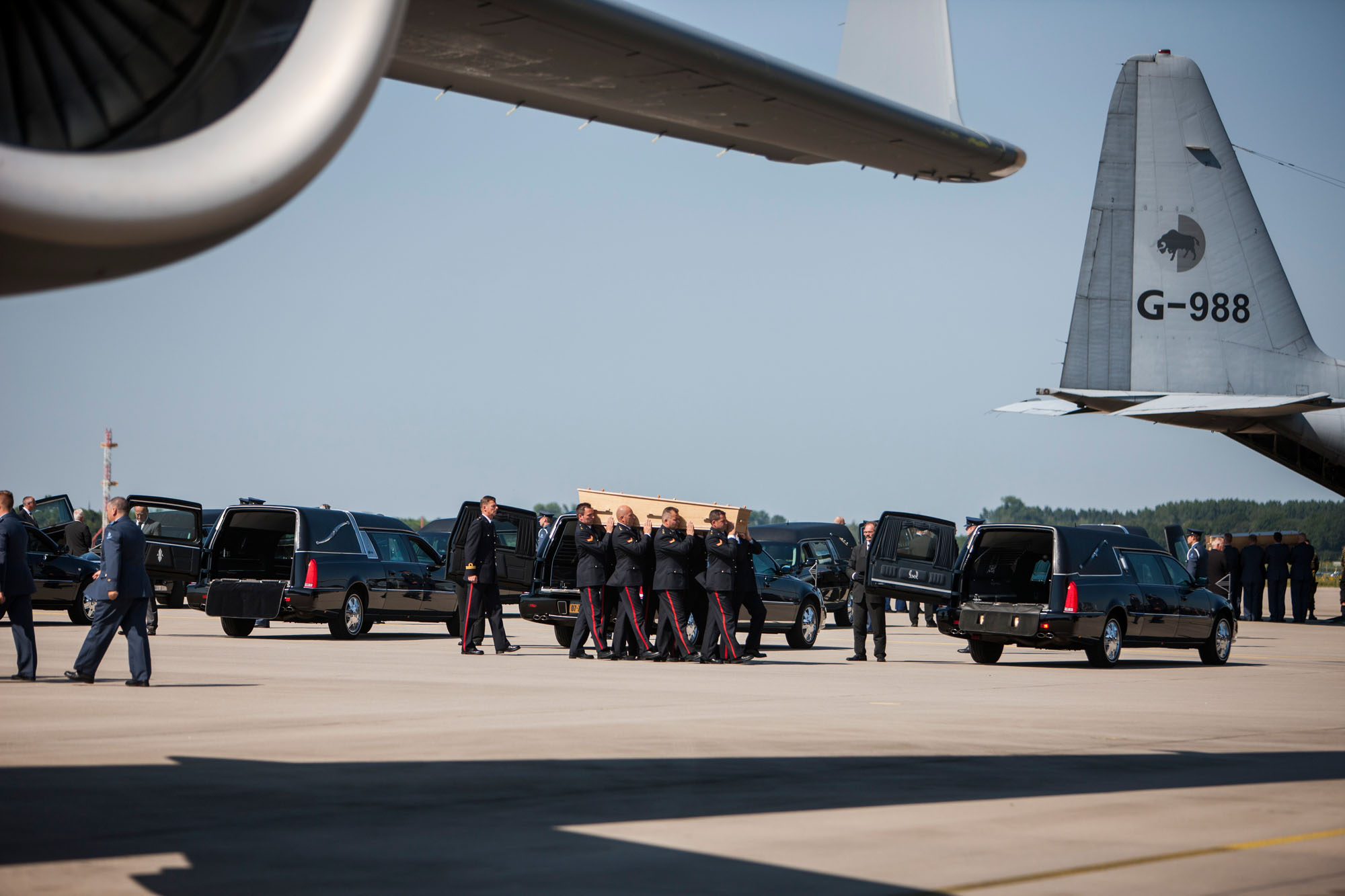
最初の遺体が到着したアイントホーフェン空港

ウクライナ外務省によると、墜落現場で発見された遺体は身元確認のためハルキウ（北に約270km）に搬送されることとなった。墜落の翌日までに、298人のうち181人の遺体が発見された。
報道メディアは（犠牲者の）クレジットカードやデビットカードが略奪されていると報じた。墜落現場の証拠が破壊されたとの告発もあった。オランダのマルク・ルッテ首相は当初、遺体からの私物略奪や不用意な扱い方に苦言を呈していたが、遺体は当初の情報よりも注意を払って扱われていたと後に語った。ウクライナ当局によると、7月21日時点で272遺体が回収された。

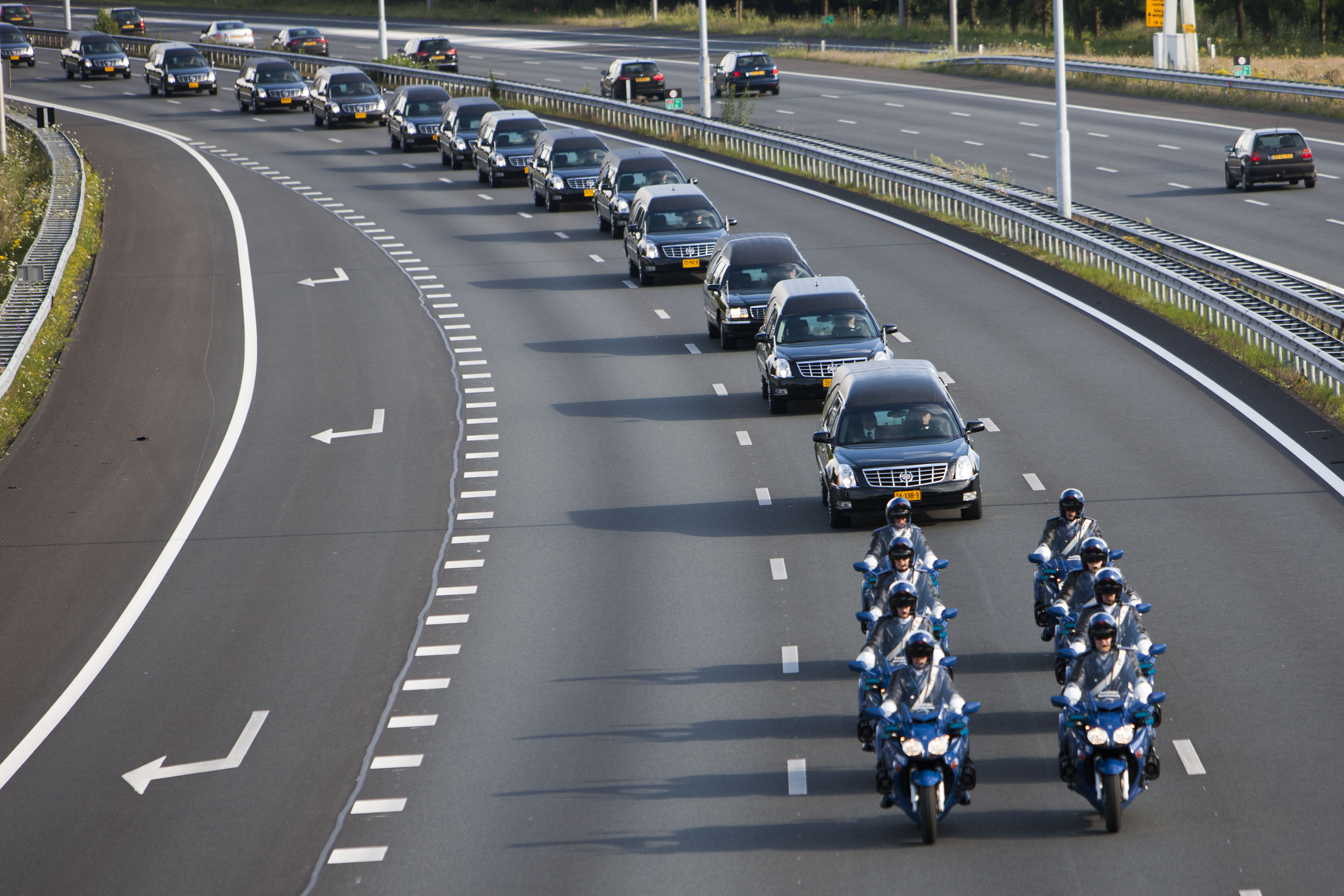
他の交通を停めてヒルフェルスムへと向かう霊柩車40台の車列

7月21日、282の遺体と87の遺体片が発見されたが依然として16人（の遺体）が行方不明になっていると報じられた。オランダが判別作業を調整することになり、同月下旬にはロンドン警視庁が遺体回収や身元確認、送致を支援するため専門家をウクライナに派遣した。7月23日、最初の遺体がオランダのアイントホーフェンへと空輸され、翌日にはさらに74遺体が到着した。遺体の検分および身元確認はヒルフェルスムのオランダ陸軍医療施設にて、オランダの法医学チームによって実施された。
8月1日、オランダとマレーシアとオーストラリアの約80人による行方不明遺体の捜索回収作戦が、ドローン、災害救助犬、衛星地図画像を用いて実施された。まだ百名近い遺体が残っていると思っていた参加者もいたが、数日間の捜索を経て彼らが発見した「遺骨はごく少数」であり、「現地当局が墜落直後に実施した回収作業は当初考えられていたよりも徹底していた」と結論づけた。8月6日、墜落現場周辺での戦闘が激化したため回収作業は一時中止となり、捜索を行う全部隊が（少数の通信部隊を残して）国外へ退去することになった。
8月22日、本件で死亡したマレーシア人43名のうち20名の遺体がマレーシアに到着した。同政府は国葬の日を発表し、その式典はラジオやテレビで生中継された。
2014年12月5日までに、オランダ主導の法医学チームは墜落事故の犠牲者298人のうち292人の遺体を特定した。2015年2月と4月に現場で新たな遺骨が発見されるも、2人の犠牲者（いずれもオランダ市民）だけは認識できなかった。

## 事後の影響
事件の約90分後、ウクライナは国内東部領空のあらゆる航路を全高度で封鎖した:101。この事件の時点でも、東部ウクライナは戦闘地域に当たるとしていくつかの国際機関から警告がなされていたが、西欧と東南アジアを結ぶ最短航路であり、この事故が起こるまで毎日300機の民間航空機がウクライナ東部空域を飛行していた。というのも33,000フィートの高度では対空兵器の心配はないと考えられていたからである。しかしこの事件でその神話は崩れ去り、旅客機撃墜に対する懸念が劇的に高まった。欧州の航空管制調整機関「ユーロコントロール」が現場周辺空域の飛行を当面の間認めないと発表したほか 幾つかの航空会社も紛争地域の飛行を回避すると発表した。
墜落直後にマレーシア航空はMH17の便名を欠番とし、2014年7月25日からアムステルダム–クアラルンプール線をMH19便に変更した。マレーシア航空からのボーイング777航空機撤退に伴いマレーシア航空はアムステルダムへの運航を終了し、2016年1月25日以降の同運航についてはKLMオランダ航空とのコードシェア便となった。事故の翌日、マレーシア航空の株価は16%近く下落した。
2014年7月23日、MH17墜落事故現場すぐ近くでウクライナ軍のジェット機2機が高度5,200mでミサイルに衝突した。ウクライナ保安庁によると、第一報ではそのミサイルがロシアから飛来したことが示された。
2015年7月、マレーシアは、航空機墜落の責任者を起訴する国際裁判所を国連安全保障理事会が設置することを提案した。マレーシアの提案決議は安保理15カ国のうち賛成11、棄権3だったが、ロシアにより拒否権が行使された。ロシアは、裁判所を設置しない代替案を提案した。

## 調査
墜落の技術的原因と犯罪捜査という2つの調査が同時に実施された。このマレーシア機にはオランダ国籍の市民193人が搭乗していて最も人数が多いことから、オランダ主導で調査を実施することになった。技術報告書は2015年10月13日に、犯罪捜査結果の一部は2016年9月に公表された。国際民間航空条約によると航空事故の起きた国が調査責任を負うが、その調査を他の国に委託しても構わない。ウクライナは、各調査の主導権をオランダに委ねた。

### 現地調査
墜落の数時間後、ウクライナ、ロシア、欧州安全保障協力機構（OSCE）による三者連絡グループ会談が招集された。航空機が墜落した地域を支配しているドネツク人民共和国 (DPR) に所属する反政府勢力の代表者とビデオ会議を開いた後、反政府勢力はウクライナ当局およびOSCE監視団と協力して「国家調査委員会」に「安全な往来と安全保証を提供する」と約束した。調査最初の2日間、人民兵はOSCEおよびウクライナ緊急事態省の作業者が墜落現場で自由に作業するのを妨害していた。DPRの指導者アンドレイ・パーギンは、後になって「ウクライナ政府が停戦合意を締結すれば直ちに現場の国際的専門家の安全を保証する」と宣言した。

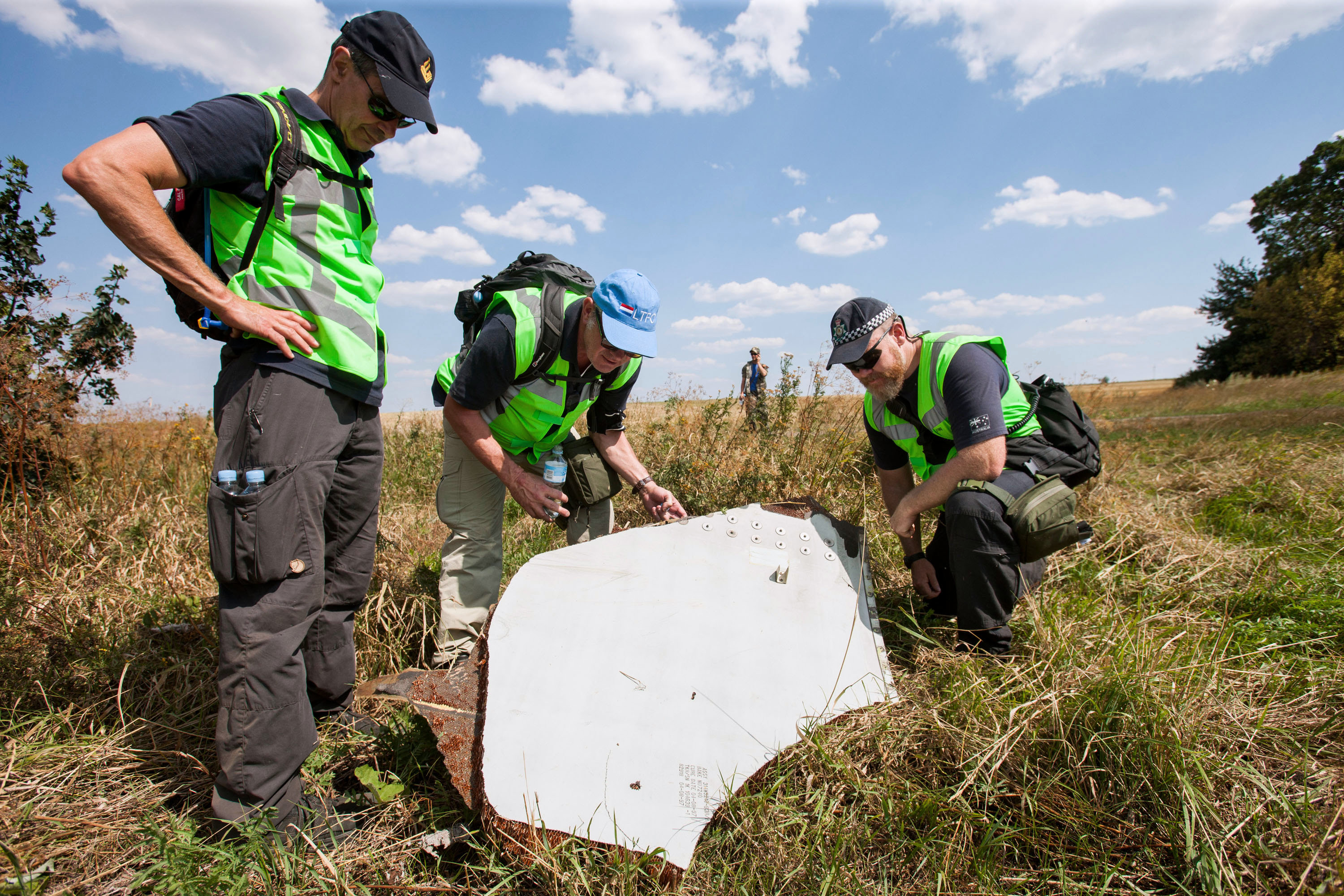
墜落現場のオランダ警察とオーストラリア警察。2014年8月3日

事故翌日の7月18日までに、フライトデータレコーダーとコックピットボイスレコーダーは分離主義者によって回収されており、3日後にドネツィクでマレーシア当局に引き渡された:44。ボイスレコーダーは破損していたが、データが改竄された証拠はなかった:45。
事故翌日に現場内外の調査を主導したウクライナの国家航空事故調査局は、アムステルダム発の飛行でオランダ人乗客数が多かったため、2014年8月までに調査をオランダ安全委員会 (DSB) に移譲した:14。
2014年7月22日、133人からなるマレーシアの公務員、捜索回収要員、法医学、技術、医療専門家のチームがウクライナに到着した。またオーストラリアは、以前MH370便墜落事故の捜索を監督したアンガス・ヒューストン率いる学識者45人を派遣したほか、合同調査団 (JIT) を支援する約200人の特殊部隊を動員した。イギリスは航空事故調査局 (AAIB) から調査官6人を派遣したほか、同国外務省が追加の領事館員をウクライナに派遣した。オランダ国防省の指揮下で、完全な国際チームが墜落現場で作業を開始するのに7月下旬までかかった。
2014年7月30日、ウクライナの代表者は親ロシア反政府勢力が墜落現場周辺に重砲を配置したと語った。
2014年8月6日、専門家たちは（現地ドンバス地区の戦闘激化による）自分達の安全性懸念から墜落現場を離れた。9月中旬、彼らは現場への経路再確保を試みるも上手くいかなかった。10月13日、オランダとウクライナのチームが犠牲者の私物回収を再開した。11月中旬、墜落現場から残骸の一部を撤去する作業が行われた。MH17の残骸を引き揚げる以前の回収チーム作業は、地元の反政府勢力との同意が取れず満足にできないままだった。1週間かけて回収された残骸はオランダに搬送され、事故調査の一環として墜落機の再建に用いられた。
2015年8月、墜落現場でブーク発射台の可能性がある部品がオランダ主導の国際合同捜査チームによって発見された。

### 墜落原因

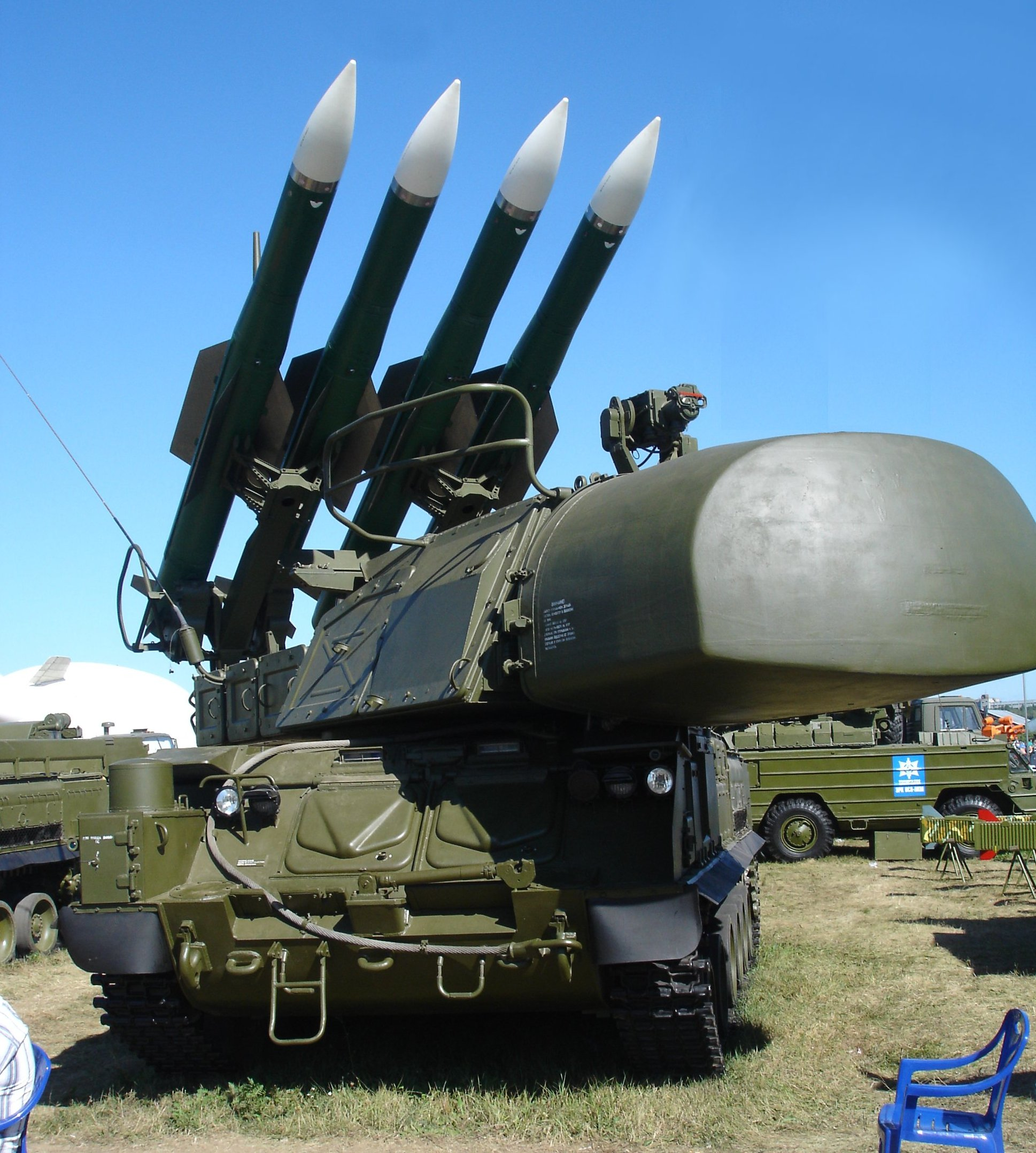
事件で使われたのと同じブーク地対空ミサイルの移動式発射台

墜落直後に米国とウクライナの当局者は、9M38シリーズの地対空ミサイル攻撃が原因だった可能性が最も高いと語った。その場合、ミサイルはソ連が設計した移動式ミサイルシステムのブークから発射されたことになる。というのも、10,000メートルの高度を飛行する航空機を攻撃できる移動式地対空ミサイルシステムはブークのみであった。専門家の分析によると、航空機破片の塗装に見られる熱変成がミサイル攻撃特有のもので、また恐らくエンジンの熱源追尾型ではなくレーダー誘導でコックピットを狙った、ブークのような近接信管の弾頭を持つミサイルだとされた。
墜落直後、ドンバス分離主義勢力を率いるイーゴリ・ギルキンは、自身のVKontakteアカウントにおいて、人民兵からの報告としてウクライナのAn-26輸送機を撃墜したと投稿した。ロシアのタス通信やRIAノーボスチも初報ではAn-26の撃墜として報じたが、撃墜されたのが旅客機であると判明してからは、ロシアメディアは分離主義勢力の関与を示す報道を控えるようになった。ギルキンもフコンタクテの投稿を取り消し、関与を否定した。DPRの首領であったアレクサンドル・ボロダイが墜落の40分後に、民間航空機を撃墜してしまったようだとモスクワのメディア上層部に電話していたとの報道もみられた。
事件当日、トレス（ウクライナ語: Торез、現・チスチャコヴェ）やスニジネ（いずれもグラボベ近郊）でブークと思しき目撃情報がAP通信などで報じられていた。その目撃報告は、ネット上に投稿された反政府勢力領土内のブーク発射台の写真や動画でも裏付けられた。
7月19日、ウクライナ保安庁 (SBU) の諜報局長が「我々はこのテロ行為がロシア連邦の支援と共に実施されたという説得力ある証拠を掴んでいる」と記者会見で語り、分離主義者の会話記録（航空機撃墜に至ったことでロシア諜報機関に感謝を表明している）と呼ばれるものを提示した。分離主義者の一人はこの会話がなされたことを認めたが、自分達のMH17墜落関与については否定し、ウクライナ政府がそれを撃墜したと非難した。SBUは、MH17が撃墜される2分前に親ロシア分離主義の指導者イゴール・ベズラーが航空機の接近について語っているという別の録音も公表した。ベズラーは、この録音は本物だが別の事案に言及したものだと語った。SBU長官のバレンティン・ナリバイチェンコは後に、反政府勢力はロシアにウクライナ侵攻の口実を与えるため偽旗作戦でロシアの旅客機を撃墜するつもりだったが、誤ってMH17を撃墜したと主張した。
ウクライナのスニジネにいたAP通信の記者は、ブークが「独特のロシア語訛り」で話す男に操縦されて撃墜が起きた方向に移動した様子を伝えている。またウクライナのテロ対策責任者ヴィタリー・ナイダによると、分離主義者の指示のもと旅客機を墜落させた後でロシア人の発射台操縦者は急いで国境を越えロシアへと戻っていった。
7月22日、反政府軍の戦闘員は仲間の分離主義者が自分の部隊に語ったこととして、航空機が撃墜されたのはそれがウクライナのものという仮定のもと墜落現場で「パイロット」を逮捕するように命じられたためだと主張した。ミサイル経路の追跡感知、残骸に残った榴弾痕、自分達が命中させたと語る分離主義者の会話分析、ソーシャルメディアにある写真その他のデータ、その全てがロシアの支援を受けた分離主義者がミサイルを発射したことを示している、と米国の情報当局者は主張した。米国の当局者は、赤外線センサーによる衛星データがMH17便の爆発を検知しており、発射軌道の分析からミサイルがトレスやスニジネ近郊から発射されたことを示唆していると語った。
デイリー・テレグラフ紙は発射地点を恐らく墜落現場の南約19kmのトウモロコシ畑だと報じ、他の情報筋では分離独立主義の支配するChernukhinoという町からだと示唆された。ガーディアン、ワシントン・ポスト、シドニー・モーニング・ヘラルドほか複数のメディアが、反政府勢力のミサイルによって墜落したと報じた。
米国の情報当局者はマレーシア航空MH17便が親ロシア分離主義者により誤って撃墜された可能性があるとの見解を示し、分離主義者がブーク地対空ミサイルを発射したという証拠を挙げた。この当局者は、その反政府勢力が親ロシア分離主義に寝返った元ウクライナ軍の隊員だった可能性があると主張したほか、MH17が回避行動を取ったというロシア側の主張を否定し、ウクライナ政府には反乱軍の支配する地域にこうしたミサイルシステムがないため、ウクライナ政府がMH17を撃墜したとの主張は現実的ではないと主張した。イギリス外務省は、ロシアの支援を受けた分離主義者によって支配された地域からミサイルが発射された可能性が「非常に高い」と主張した。
ロシア軍は、上述のようにロシアに責任を負わせる意見を「ロシア陰謀説」と呼び、MH17は地対空ミサイルか戦闘機のいずれかによってウクライナ側の手によって撃墜されたとしている。7月21日には衛星画像を公開し、事件当日にドネツクの東50kmのザロシチェンスコエ（Зарощенское）にウクライナのブークが移動され、翌18日までに撤去されたと主張した。この時にロシア側から公開された衛星画像は、後述する様に調査報道組織ベリングキャットから捏造だと批判され、批判への反論と再反論がなされ真偽を巡った議論になった。さらにロシア国防省は、ウクライナ空軍のSu-25を検知しており、この地上攻撃機がマレーシア旅客機の残骸から3–5km以内に接近したと主張した。Su-25の首席設計士ウラジーミル・ババクはSu-25が空対空ミサイルでボーイング777を墜落させたかもしれないとのロシア側の主張を否定した。オランダ安全委員会の発表した報告書で、空対空ミサイル攻撃は事故原因から除外された。他にもロシアのRIAノーボスチは、ロシア軍により7月17日の午後にウクライナ陣地でブークに搭載された対空レーダー9S18の活動増加が記録されたこと、米国の偵察衛星がMH17墜落時にウクライナ上空を通過していたことから、ロシアは米国に対して衛星データの公開を提案したが無視されていること、西側メディアが主張するような反政府軍支配地でのブークの活動は地元住人からは目撃されなかったという証言、事件当日にウクライナの第156対空ミサイル連隊がブークを使った空中標的の追跡と破壊の戦闘訓練するよう命じられていたとのウクライナ政府関係者とされる人物からの証言、過去にウクライナ軍が引き起こしたとされるシベリア航空機撃墜事件への忌避から黒海近辺での実戦演習が行われず、ウクライナ兵の練度が不足していたとの見方、ロシア連邦航空局による「ウクライナ側の航空管制があったにもかかわらずMH17が規定ルートを大きく外れ戦闘地帯に侵入していた」との批判などを根拠にウクライナ軍が事件の犯人だとの主張を行った。
7月23日、親ロシア派ボストーク大隊の司令官アレクサンドル・ホダコフスキーは分離主義者が航空機を撃墜するのに使ったと米国が指摘した種類の対空ミサイルを持っていることを認め、その存在の証拠を消すためロシアに送り返された可能性があると述べた。後に彼は間違って引用されたと自身のコメントを撤回し、反政府勢力は決してブークを所持していないと主張した。2014年11月、彼はあらためて分離主義者が当時ブークを所持していたと語るも、ルハーンシク出身の戦闘員の指揮下にあるその車両はMH17が墜落した時にドネツィクに向かう途上だったと主張した。その後、非難されることを避けるため撤回された。
7月28日、航空機が「大規模な爆発での減圧」を引き起こした榴散弾によって墜落したことがブラックボックス録音の分析で明らかになったと、ウクライナ保安職員が記者会見で発表した。オランダ当局は「時期尚早の発表」として、自分達はこの情報を提供していないと述べた。
9月8日、反政府勢力の支配地域でMH17墜落の当日にブーク発射台を見たというドンバスの民間人3名の証言を引用した新資料を英国放送協会 (BBC) が公表した。2人の目撃者は、発射台の操縦士と護衛車両の搭乗者がモスクワ訛りで話していたと語った。同日、ロシア人記者がMH17墜落事故の前後数日間にロシアとウクライナとを移動するブークの写真および動画の分析を公表した。彼は、MH17撃墜に使用したと疑われる発射台の記章は、それを運んだ大型物資運搬車のナンバープレートも含めてロシア陸軍の防空部隊第53対空ミサイル旅団の所属であることが示唆されたと主張した。
10月8日、シュピーゲル紙によれば、ドイツ連邦情報局 (BND) 長官ゲルハルト・シンドラー（Gerhard Schindler）がMH17に関する証拠をドイツ議会委員会メンバーへの講演で提出したとされる。提出された証拠には親ロシア分離主義者が鹵獲したウクライナのブークシステムを使ってMH17便を撃墜したと結論付けた詳細分析が掲載されていたとされ、シュピーゲル紙によればシンドラー長官は、「詳細を見ればウクライナ側の記録が偽造されたと分かる」「ミサイルがウクライナ兵によって発射され、ウクライナの戦闘機が旅客機近くを飛行していたとのロシア側の主張も誤りである」「ミサイルは親ロシア派によって発射された」と述べたとされている。ロシアのRIAノーボスチによれば、シンドラー長官は講演の中で「いくつかのデータはウクライナ側から提供されたものであり、改ざんされている」と述べたとされている。
12月22日、オランダのRTL Nieuwsは反政府勢力の領土から発射されたミサイルによってMH17が撃墜されたを目撃したと語る匿名現地住民の声明を発表した。彼は撮影した写真をSBUに手渡した。12月24日、RIAノーボスチは、自称DPRの指導者アレクサンドル・ザハルチェンコがウクライナのジェット機2機によってMH17が空から撃墜されたのを見たとの発言を引用した。
2015年1月、ドイツの非営利組織CORRECTIVによって制作された報告書は、第53対空ミサイル旅団によって操縦されたブーク地対空ミサイルがMH17を撃墜したと結論付けた。CORRECTIVは他の状況証拠が個別の発射台車両、操縦者名、それを輸送するトラック、ロシアとウクライナを通るとされるルートを特定し、その説を裏付ける様々な当事者によって別々に提示されたと主張した。
2015年3月、ロイターはスニジネ近郊にいる目撃者の声明を発表し、約1.5km離れた畑から発射された時にブークロケットが村の上空を通過するのを見たと述べた。また、ウクライナの空爆を防ぐためにボーイング墜落事故当日に発射台がその地域に置かれたことを確認した分離主義戦闘員と称される目撃者からの証言を公表した。
2015年3月30日、RTはロイター通信が取材内容を改竄したと主張する地元住人のインタビューを掲載した。記事によれば、チェルヴォニー・ゾフテン (Chervonniy Zhovten) 村に住む58歳のピョートル・フェドートフ (Pyotr Fedotov) は3月12日にロイターの記者アントン・ズベレフ (Anton Zverev) から事件についてインタビューされた。フェドートフはミサイルがウクライナ政府軍の支配地域から発射されたと答えたが、ロイターに実際に掲載された記事ではフェドートフがオフレコで、「反政府軍からの報復が怖いので本当のことを言わなかったが、実はミサイルは反政府軍の支配地域から発射された」と語ったことにされていたとされる。フェドートフは後にRTから取材を受けた際、「私達がボーイングについて話したとき、私は全てをそのまま説明した」「私がオフレコで言ったとされることは、ジャーナリストによって捏造されたもので、全て嘘だ。オフレコではボーイングについて何も話さなかった」「ロイターの記事の草稿は一度も見せられなかった」「私は本当に驚いた」などと語った。RTは、この事件についてロイターに電子メールでコメントを求めたが、「本記事公開時点ではロイターからの返答は得られなかった」としている。
2015年7月、ニューズ・コープ・オーストラリアは、墜落直後に現場で録画された17分間の動画コピーを公開し、ロシアの支援を受けた反政府勢力が軍用機の残骸とパラシュートで降下した乗組員を発見することを期待して墜落現場に到着した様子が映っていたと主張した。
2016年5月、ストラトフォーは墜落の5時間前に撮影された衛星画像を公開し、そこにはロシアのブークシステムがトラックの荷台でマキイフカを通っていく様子が映っていた。このシンクタンクは、2014年7月15日にブークシステムがロシア国境からドネツィクに向かって移動し、MH17便が撃墜される数時間前の2014年7月17日午後に戻ったと主張した。
2014年11月、英国の調査集団ベリングキャットはSNSやネット等で公開された情報を分析し、航空機を撃墜するために使われた発射台はクルスクに拠点を置くロシアの第53対空ミサイル旅団のブークで、ドネツクからスニジネに輸送され攻撃当日にウクライナの分離主義者によって操縦されたものであると主張した。ベリングキャットは2015年6月に、ロシア国防相が証拠画像として使用していた画像は日付が改竄されたり、画像編集ソフトで雲が追加されたり、ウクライナ側のブーク発射台が攻撃後に取り除かれたかのように見せるなど、数々の改竄が行われたことが強力な証拠によって明確に証明されたと主張した。しかしこれに対し、ドイツの画像科学捜査の専門家であるイェンス・クリーゼは、メタデータの変更は必ずしも画像改竄を意味しないこと、エラーレベル分析（ELA）の際の判断にミスがあること、画像分析は個人の主観によってどうとでも評価が変わることなどを根拠に、ロシアが画像を改竄したかどうかを確実に言うことは不可能だと主張した。また、ジャーナリストのステファン・ニッゲマイヤーも同様の批判を行いつつ、Google Earthの衛星画像は日付が不正確で最大で数か月離れている可能性があることを指摘した。また、ベリングキャットはfotoforensics.comを利用してELA分析を行ったが、fotoforensicsのサイト運営者であるニール・クラウェッツはベリングキャットの分析を批判し、「間違った画像分析手法の典型だ」「私は彼らの誤った分析とは何の関係も無い」とツイートした。ベリングキャットの分析を根拠にロシアの改竄行為が発覚したとの記事を掲載したシュピーゲル紙は、自分達の報道が報道の原則に忠実ではなく間違いがあったことを認める記事を掲載した。ベリングキャットは批判された後にGoogle Earthに加えてDigitalGlobeの画像を用いて再び画像分析を行い、車両の位置や草木の伸び具合を根拠にロシアの画像改竄を証明した。ベリングキャットはまた、2015年6月にニューズウィークで、2016年1月にドイチェ・ヴェレにおいても、ブークがロシアから来たのものであると主張し、2016年5月には新たな調査によって、攻撃に使用されたブークの車両シリアル番号は332だと主張した。

### オランダ安全委員会の報告書

#### 暫定報告
2014年9月9日、オランダ安全委員会 (DSB) が暫定報告書を公表した。この暫定報告書は、ブラックボックスの録音終了 (13.20:03 UTC) 以前に、航空機や操縦士から技術的または運用上の障害の証拠が一切ないと結論付けた。また「航空機の前方胴体とコックピット部分に見られる損傷は、航空機外部から大量の高エネルギー物体の影響があったことを示しているようだ」とも書かれていた。調査官によると、この損傷は恐らく構造的完全性の喪失をもたらし、これが最初に航空機の前方部分の飛行中の崩壊を引き起こし、続いて航空機の部品が各地に散らばる残りの部分の崩壊につながったという。
DSB委員長のティッベ・ヨーストラは、調査はこれまでのところ「MH17墜落の外部原因について」指摘したが、正確な原因を特定するには更なる調査を要すると説明し、墜落から1年以内に最終報告書を公表することを目指すと語った。

#### 最終報告
オランダ安全委員会 (DSB) は、2015年10月13日にこの墜落事故に関する最終報告書を出した。同報告書は、この墜落が9N314M弾頭を搭載したロシア製のブーク9K38シリーズ地対空ミサイルによって引き起こされたと結論づけた。
弾頭は、コックピットの外側左上で爆発した。衝撃でコックピット内にいた3人が死亡し、旅客機に構造体破損が起こって飛行中に分裂してしまい、結果として50平方kmの地域に残骸が散らばり、乗員298名全員の命が失われた。調査団は証拠に基づき、墜落の原因として隕石の衝突、航空機にある技術的欠陥、爆弾、空対空攻撃を除外した。DSBはミサイルの軌道を計算し、トレスの南東320平方kmの領域内で発射されたことが判明した（発射場特定はDSBの義務ではなかった）:147。
この調査結果は、ブークミサイルを発射したのが誰なのかを明かさなかったが、アルジャジーラによると墜落当時、DSBにより特定された地域は分離主義者によって支配されていた。
技術調査に加えて、飛行ルートの選択もDSBによって調査された。一部の航空会社はMH17事件前からウクライナ東部の空域を避けていたが、32カ国62事業者を含むそれ以外はこのルートを継続使用していた:224。DSBは、ウクライナ当局が現在進行中の紛争および軍用機が以前撃墜されたことから事件前にウクライナ東部上空を封鎖すべきだったと指摘した:10。武力紛争に巻き込まれたこうした国の領空を評価する際には一層注意を払い、紛争地域を越えるルートを選択する際には、事業者がリスクをより徹底的に評価することが推奨された。

### 犯罪捜査
MH17の墜落に関する犯罪捜査はオランダ法務省の検察庁主導で、数十人の検察官と200人の捜査官というオランダ史上最大規模になった。調査官は目撃者に聞き取りを行い、法医学サンプル、衛星データ、傍受された通信、およびネット上の情報を調べた。オランダと共に調査を行った合同調査団 (JIT) の4カ国は、ベルギー、ウクライナ、オーストラリア、マレーシアで、2014年11月に参加した。調査の早い段階で、JITは墜落原因として事故や内部テロ攻撃や別の航空機からの空対空攻撃を排除した。
2014年12月、オランダの国連代表は安保理に宛てた書簡で「オランダ政府はMH17の墜落に対する法的責任に関して、いかなる憶測や非難も意図的に控えている」と書いた。
2015年3月30日、JITはブークミサイルを見た可能性があるドネツィクやルハーンシク地域の目撃者を呼びかけるロシア語ビデオを公開した。そのビデオには、反政府勢力の戦闘員間で行われたブークに関する会話の傍受された電話の未公開録音が含まれていた。公開の翌週、JITは300 以上の返答を受け取り、数十人におよぶ「重大な証人」の情報を得た。2016年、旅客機墜落の数時間前に撮影された地域の衛星写真でブークミサイルと色が一致する運搬車の存在が確認され、デジタルグローブ社のアーカイブでこの写真を見つけたストラトフォーによって「他の証拠と関連がある」と説明された。2015年4月9日、オランダ当局は撃墜に関する569件の文書を公開した。個人情報と公式の事情聴収は検閲済みで、また147の文書は非公開だった。

#### 合同調査団 (JIT) の結論
2016年9月28日にJITは記者会見を開き、スニジネの南6kmにある町ペルヴォマイスキー (Первомайський) 近郊の反政府勢力の支配する草原から発射された9K38ブークミサイルで航空機が撃墜されたと結論付けた。また、使用されたブークミサイルシステムは、墜落当日にロシアからウクライナに運び込まれ、墜落後にロシアに戻ったことが判明した。
JITはブーク発射台の動向に関与した目撃者および容疑者を100人特定しており、まだ有罪と評定できる明確な指揮系統を掴んでいないが捜査は目下進行中であると述べた。オランダの検事総長は「証拠は法廷の前に立つ必要があり」それで最終判決を下すことになると語った。この捜査でJITは50億ページに及ぶウェブページを記録して評価し、証言者200人に聞き取りを行い、50万枚の写真とビデオを収集し、15万件の電話傍受を分析した。JITのフレッド検察長によると、犯罪捜査はブーク発射台を見た人の生証言、一次レーダー情報、オリジナル写真やビデオを含む「巨大な証拠の集合体」に基づいている。

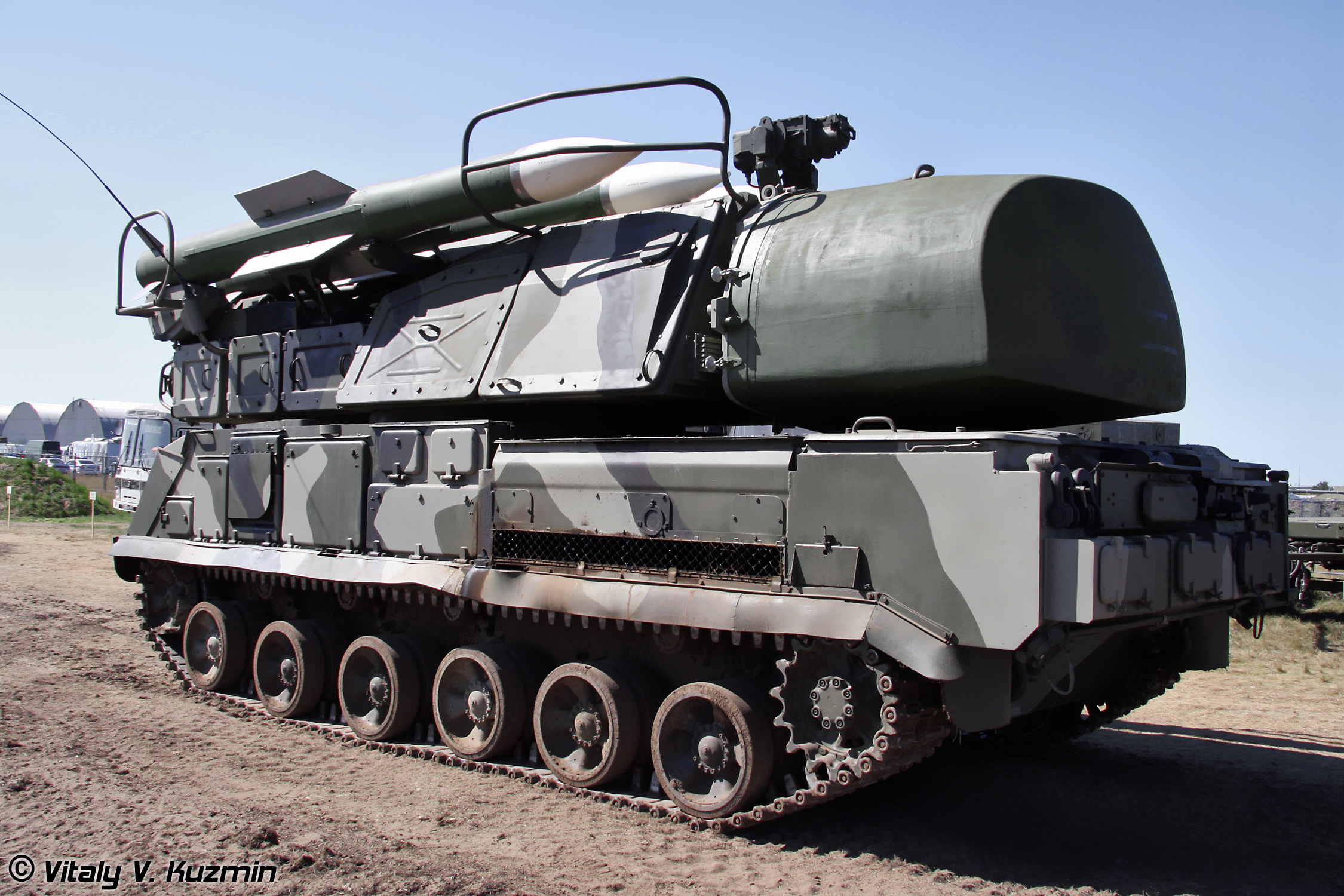
第53対空ミサイル旅団が使用した種類のブーク

2018年5月24日、JITは航空機を撃墜したブークがクルスクにあるロシア第53対空ミサイル旅団から来たと結論付けた。オランダ警察の国家捜査局長は2014年7月17日に、ブーク操縦者の身元、指示、関与したブークの運用責任者に関する情報共有を目撃者や内部関係者に求めた。オランダ検察庁によると「ロシア連邦の当局者は、[中略]第53旅団のブークがウクライナ東部に配備され、このブークがMH17便を撃墜したことをJITに報告していない」という。これに応じてロシアのウラジーミル・プーチン大統領は、ロシアはJITの結論を分析するが、調査する当事者になった場合にのみ（情報共有を）認めるつもりだと述べた。ロシア国防省は、ウクライナとの国境を越えたロシアのブークは存在しないと主張した。
2018年5月25日、オランダとオーストラリアの政府は共同声明を発表し、この墜落事故ではロシアに責任の「一端」があるとした。両国の外相は旅客機撃墜についてロシアが法的責任をに負うことになるだろうと述べた。オランダのステフ・ブロック外相は「政府は現在、ロシアの説明責任を正式に負わせることで次の一歩を踏み出している」「オランダとオーストラリアは本日、MH17墜落によって引き起こされた途方もない苦しみと損害に正義を尽くす解決策を見つけることを目的とした協議に入るようロシアに要請した。次にありうる段階は、その判決を求めて国際裁判所や組織に提示することだ」と述べた。イギリス、ドイツ、米国などの国々ならびに欧州連合（EU）や北大西洋条約機構（NATO）といった国際機関が、JITの結論とオランダ・オーストラリアの共同声明に支持を表明し、ロシアに撃墜の責任を負うよう求めた。この日、サンクトペテルブルク国際経済フォーラムに出席したロシアのプーチン大統領は、JITの結論に対して「ロシアは調査に参加することを許されておらず、したがってその結論を信用することはできない」とし、撃墜したのはロシアのミサイルかとの質問には「もちろん違う」と述べた。

#### 提案された国際裁判
2015年6月、オランダは他のJIT加盟国の支持を受け、犯罪捜査の終了後に事件を取り上げてマレーシア旅客機を墜落させた疑いのある人々を起訴する国際裁判所を立ち上げようとした。オランダは、国際裁判がロシアの協力を引き出せるのではという希望を持っていた。2015年6月下旬、ロシア政府は調査委員会5カ国による航空機撃墜の責任者を裁く国際裁判所を結成する要請を「その時期ではなく逆効果」だとして却下した。2015年7月8日、マレーシアは国際連合安全保障理事会において、JIT加盟5カ国を代表して国際法廷設置の決議案を提出した。ロシアのヴィタリー・チュルキン国連大使は「私はこの決議に将来が見えない。残念ながら、これは有罪の当事者を見つける努力を損なうだけの大袈裟な政治ショーを組織しようとしているように思える」と返答した。後にロシアは、国際捜査の「透明性」欠如を批判して、この捜査責任者を裁判にかけることを要求するライバル決議を提示したが、裁判所を要求しなかった。7月29日に行われた決議では、マレーシアが代表提案した決議案は国連安保理15か国中11か国の賛成を得たが、ロシアが拒否権を行使した。

#### 刑事訴追
2017年7月5日、オランダのバート・コエンダース外務大臣は声明の中で、JIT諸国はオランダの法律に基づきMH17便の墜落で特定された容疑者を起訴すると発表した。オランダとウクライナとの間で条約が締結され、国籍に関係なく犠牲者298名全員についてオランダでの起訴が可能となった（この条約は2017年7月7日に署名、2018年8月28日に発効）。2018年3月21日、オランダ議会で法案が可決され、事件に関与した者がオランダの法律に基づきオランダで起訴されることが可能となった。
2019年6月19日、オランダ検察庁は航空機の撃墜に関連して、イーゴリ・ギルキン、セルゲイ・デュビンスキー、オレグ・プラトフ（この3人はロシア人）、レオニード・ハルチェンコ（ウクライナ人）の4人を殺人罪で起訴し、国際逮捕状が各被告人に発行された。2020年1月末、被告人のうちの一人が裁判に出廷する意向を示したと報じられた。しかし2020年3月9日に始まった裁判には、被告人は誰も出廷しなかった。ギルキンは英国人記者とのインタビューで、裁判の管轄に問題があったとその欠席理由を述べると共に、自分は撃墜に関与していないと語った。また彼は「敵意剥き出しの空域に旅客機を送りだすのは低能者か犯罪者だけだ」との理由から、人命損失の責任はウクライナ政府にあると考えている、と主張した。
2019年7月、ウクライナ保安庁 (SBU) はMH17便への攻撃中にドネツク人民共和国が支配していたスニジネの防空隊長ウラジーミル・ツェマクを逮捕した。ベリングキャットによれば、ツェマクはMH17便撃墜の重要な目撃者で、「2014年7月17日に使用されたブーク発射台の隠匿に関与していたと認められる」ものがビデオに写っていると主張した。2019年9月7日、以前に合意されたロシアとウクライナとの捕虜交換でツェマクは釈放された。マルク・ルッテ首相ほかオランダの法務大臣、外務大臣や合同調査団 (JIT) は、ロシアからのウクライナへの圧力で「重要参考人」のツェマクが交換に含まれていることを悔やんでいるとコメントした。犠牲者遺族の団体「Stichting Vliegramp MH17」は、ツェマクの釈放を「受け入れ難い」と述べ、オランダ検察庁はロシア国籍でないツェマクをロシアからオランダに引き渡すよう要請した。
2019年11月14日、JITは新たな目撃証言を公表し、同時に反政府側指導者の録音された会話も多数公表した。JITは特に「指揮構造とロシア政府当局者が果たした役割」に関心を持っていた。特にDPR軍から得られた多くの目撃証言は、ロシアからの報復を案じて匿名で提示された。
2020年3月9日、初公判がオランダで始まった。先述のとおり同国検察は撃墜に関与したとして元ロシア大佐ら4人を殺人罪で起訴したが、ロシア政府は被告らを引き渡さない構えで、9日は欠席した。
2020年7月10日、オランダ政府はMH17便の「墜落におけるその役割」を理由にロシアを欧州人権裁判所にかけることを決定したと宣言した。そうすることが、既に被害者遺族によって裁判所に持ち込まれた個々の事件に対する「最大限の支援」になると述べた。
2022年3月14日、オーストラリア政府とオランダ政府は、ロシアに対し共同でICAOにおける投票権停止や賠償を求める訴訟を開始すると発表した（これは先述したオランダにおける元ロシア大佐ら4人を殺人罪に問う訴訟とは別）。
2022年11月17日、オランダの裁判所は、被告人3人に終身刑を言い渡した。

## イギリスのISC報告書
2017年12月20日、英国議会の情報安全保障委員会 (ISC) が年次報告書を発表した。そこには「英国および同盟国の利益に反するロシアの目的と活動 (Russian objectives and activity against UK and allied interests)」と題する短い章があり、引用すると「ロシアは大規模に情報戦を実施している。[中略]初期の例では、ロシアはMH-17の撃墜に責任がないことを世界に説得するための非常に集中的な多方面のプロパガンダ活動があった（内容は明らかにデタラメで、我々はロシア軍がミサイル発射台を供給してその後回収したことを合理的な疑いの余地もなく知っている）」とMI6は主張している。

## 司令人物の特定
ベリングキャットは、ロシアの調査系サイトジ・インサイダーおよび米国の新聞社マクラッチーの協力を得て、JITによる電話傍受に頻出する人物「ウラジーミル・イワノビッチ」の特定に乗り出した。この人物はドンバス地域分離主義勢力の監督および同地域へのの武器搬入に深くかかわっているとみられていた。2020年4月28日、調査結果を公表し、この人物がロシア連邦保安庁の高官アンドレイ・イワノビッチ・ブラカ大将であると特定した。BBCロシアも同様の結論に達している。ブラカは国境警備軍の副責任者の地位にあり、撃墜事件のあった2014年には4月と6月に計3回ロストフ・ナ・ドヌを訪れていた。

## 民事訴訟
2015年7月、分離独立主義の指導者イーゴリ・ギルキンが「撃墜を指揮」し、ロシア政府がこの行為に加担したとして、犠牲者遺族18人によりアメリカの裁判所に総額9億ドルを求める訴えが提出された。これは1991年の拷問被害者保護法 (Torture Victim Protection Act of 1991) に基づく運用であった。2016年5月には犠牲者遺族33人が欧州人権裁判所においてロシアおよびウラジーミル・プーチン大統領に対し請求権を申し立て、ロシアの行動は乗客の生存権を侵害したと主張した。JITがロシアの関与を結論付けた後、2018年5月にオランダの犠牲者遺族団270人がこの請求に加わった。2020年7月、オランダ政府は、ロシアを欧州人権裁判所にかけることでこの請求を支持した。2016年7月、マレーシアでは乗客遺族15人によってマレーシア航空が二つの訴状で提訴され、いずれもモントリオール条約を根拠に同航空会社はそのルートを選択すべきではなかったと訴えるものだった。その1カ月前に、航空会社による過失と契約違反を訴えた乗組員6人の遺族によって別の訴訟が起こされていた。

## 反応

### 各国
ウクライナのペトロ・ポロシェンコ大統領はこの墜落事故をテロ行為の結果と呼び、国際的な調査を要請した。
マレーシアの外務副大臣ハムザ・ザイヌディンは、この事件に関して外務省はロシア政府およびウクライナ政府と協力すると述べた。マレーシア政府は7月18日から7月21日まで国旗を半旗に掲げた。

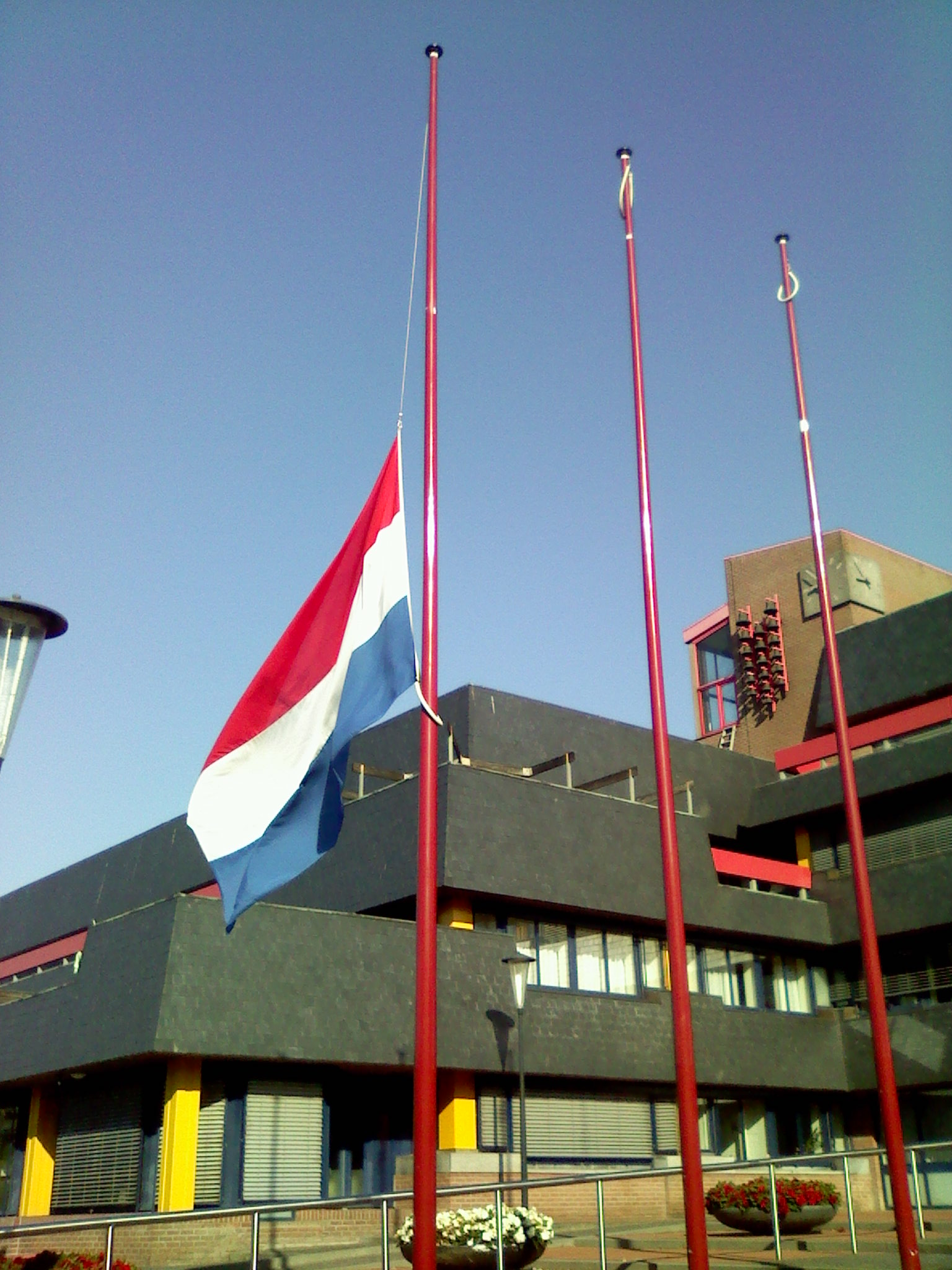
国家哀悼日として7月23日、ホールン市役所で半旗に掲げられたオランダ国旗

マレーシア航空17便に150名を超えるオランダ人が搭乗していたことが報道され、オランダのマルク・ルッテ首相とウィレム＝アレクサンダー国王がこの墜落事故にショックを表明した。外務大臣のフランス・ティマーマンスがウクライナへ派遣されたオランダの調査団に加わった。オランダ政府庁舎では7月18日に旗が半旗に掲げられた。7月21日にオランダは航空機墜落に関する戦争犯罪の捜査を開始し、この捜査の一環として同国検察官がウクライナに向かった。ルッテは、捜査を支援しないならロシアに対して厳しい行動を起こすと制裁の構えを見せ、同日ティマーマンス外相は、国連安保理において、ウクライナで救助隊員が仕事にとりかかれずにいる状況、人の死が政治的なゲームに利用されていることを強く非難した。MH17墜落事故から最初の4日間、オランダ国民に否定的感情と身体的不調の増加が観察された。
オーストラリアのトニー・アボット首相は議会演説で、航空機はロシアの支援を受けた反政府勢力によって発射されたと思われるミサイルによって墜落したと述べた。アボット氏はこの撃墜とロシアを公に結び付けた最初の世界の指導者の一人だったが、ロシア政府はアボットの発言は受け入れられないとした。アボットは後に回収作業を「乱雑」で「法医学捜査よりも庭のお手入れみたいなもの」と批判した。外務大臣のジュリー・ビショップは、犠牲者の遺体を人質として扱わないよう分離主義勢力に公然と警告した。アボットはまた、2014年10月13日のインタビューで、2014年11月中旬にオーストラリアのブリスベンで開催予定の20か国・地域首脳会合にロシアのプーチン大統領が出席することを見越して「オーストラリア人が殺されました。彼らはロシアの支援を受けた反政府勢力によってロシアが提供した装備で殺されたのです。我々はこのことを非常に不幸に感じています」とも発言した。
ロシアのプーチン大統領は、ウクライナには自国領土で起こった事件の責任があると発言し、ウクライナ南東部で敵対行為が再開されなければ（この事故は）起こらなかっただろうと述べた。7月末にロシア連邦下院議員のイリヤ・ポノマリョフは、分離主義者が誤って旅客機を撃墜したとの見解を述べ、「間違った人々」に武器を供給したことにプーチンは気づき始めているとディ・ヴェルト紙のインタビューで語った。デンマーク国際問題研究所は、1983年にソビエト連邦が最初に一切の関与を否定した1983年の大韓航空機撃墜事件に対するロシア側の反応との類似点を指摘した。
アメリカ合衆国のバラク・オバマ大統領は、我が国が原因を特定するのに役立つだろうと述べた。ホワイトハウスの報道官ジョシュ・アーネストは声明の中で、完全な調査ができるようウクライナでの即時停戦を求めた。副大統領のジョー・バイデンは航空機が故意に撃墜されたようだと発言し、墜落事故調査のためアメリカの支援を申し出た。米国国連大使のサマンサ・パワーは戦争を終わらせるようロシアに要請した。イギリス政府は事件を受けて国連安全保障理事会の緊急会合を要請し、緊急内閣府ブリーフィングルーム会議を招集した。アメリカ統合参謀本部議長のマーティン・デンプシーは、この墜落事故を受けてプーチンが反政府勢力の支援から後退するどころか「過激にする決定を下した」と述べた。

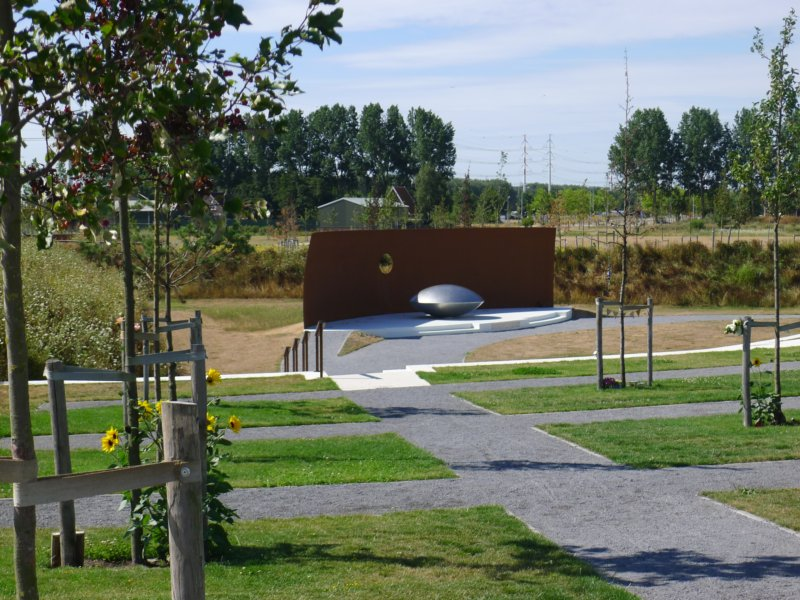
オランダのフェイフハイゼンにあるMH17便犠牲者の慰霊碑

墜落からちょうど3年後の2017年7月17日、オランダのフェイフハイゼンで犠牲者を追悼する慰霊碑が公開された。スキポール空港のすぐ外にある慰霊碑の除幕式には、2000人以上の犠牲者遺族、ウィレム＝アレクサンダー国王夫妻、マルク・ルッテ首相、法務大臣、オランダ上下院の議長が出席した。敷地内には、犠牲者になぞらえた298本の樹木がある。

#### 日本
日本政府は日本時間7月18日、国家安全保障会議の関係閣僚会議を開き、情報の分析や今後の対応を協議した。安倍晋三首相は「国際社会においても原因を究明していく必要がある。日本としてできることがあれば、国際社会とともに行っていきたい」と述べた。
菅義偉内閣官房長官は「撃墜されたとしたら、国際社会は強く批判すべきだ。真相を究明することが国際社会の責任だ。墜落の現場にすべての関係者がアクセスすることが大事だ」と述べた。
2014年7月25日、安倍首相はオーストラリアのアボット首相とメキシコに向かう政府専用機内で電話会談を行い、そこで両首脳は今回のことについて、真相究明のため緊密に連携していくことで合意した。会談の中でアボット首相は、オーストラリアが参加している墜落の調査状況を説明。安倍首相は「（報道などによると）武装勢力によるアクセス妨害や残骸などの持ち去りが調査を阻害している」と懸念を示し、事故調査には、現地を支配する親ロシア派武装勢力の協力が不可欠との認識で一致した。また安倍首相は、オーストラリアから20人以上の犠牲者が出たことに弔意を示し「真相究明を最大限重視している」と強調し、アボット首相も「真の友情の表れだ」と謝意を示した。
2014年7月28日午前、菅官房長官はカナダのベアード外相と首相官邸で会談を行い、今回の事件でカナダ人乗客が亡くなったことに対して「亡くなられたカナダの犠牲者に哀悼の意を表する」と弔意を表し、真相解明に向けて先進7か国で連携することを確認した。
岸田文雄外務大臣は、日本時間の2014年7月29日夕方にオランダのティマーマンス外相と電話で会談し、今回の撃墜事件で多くのオランダ人が亡くなったことについて哀悼の意を示したうえで、「日本は一刻も早い真相究明を重視しており、最大限支援していきたい」と述べ日本としても調査などに協力していく考えを伝えた。また、ウクライナ情勢を巡って、クリミア産の製品の輸入制限を含んだロシアに対する追加の制裁措置を28日発表したことを説明した。これに対しオランダのティマーマンス外相は、「墜落現場周辺の治安が悪く、オランダの調査団が現場に入れない状況」を説明し、「日本からの協力の提案に感謝したい。大変苦しい状況だが、事件を実行した者の責任を追及するため決して手を緩めない決意だ」と述べるとともに、事件の迅速な真相究明やウクライナ情勢の安定に向けて、引き続き緊密に連携していくことについて互いに確認した。
7月30日、岸田外相は15時からおよそ15分間にわたって、ウクライナのキエフを訪問中のオーストラリアのビショップ外相と電話で会談を行い、「ウクライナ情勢の安定に向けて連携する方針」を確認した。

### 国際機関
7月17日、欧州連合（EU）のジョゼ・マヌエル・ドゥラン・バローゾ代表とヘルマン・ファン・ロンパウ代表は、直ちに徹底的な調査を要請する共同声明を発表した。潘基文国際連合事務総長は原因究明に向けた「徹底的かつ透明性が確保された国際調査」を要請し、ウクライナ側の要求に応じて7月18日に国際連合安全保障理事会がマレーシア航空機の墜落事件について討議する緊急協議を行った。国連安保理は緊急会合に先立って、関係当事者に対して国際的な独立調査の受け入れを求め墜落現場への即時立ち入りを許可するように要請する声明を発表した。この声明は撃墜の起きた7月17日中の発表を目指していたが、ロシア側が「内容の適否を最終確認したい」と要求して声明の発表を1日遅らせた。
国連安保理は7月21日に「マレーシア航空17便の撃墜を非難し、墜落現場への全面的な立ち入りを求める決議」を全会一致で採択した。決議案は「298人の命が失われたマレーシア航空17便の撃墜を最も強い表現で非難」した上で、親ロシア派に対し、機体の残骸を破壊したり遺品を持ち去ったりしないよう要求し、欧州安保協力機構などの国際的な調査活動に制限を加えないよう求めたもので、また遺体の収容も「尊厳と敬意」を持って当たるべきだと主張。現場地域における「全ての国と関係者に国際的な調査への協力」を求めた。決議の中では責任の所在には言及せず、ロシアも賛成に回った。なおEU当局者は、航空機のブラックボックスについてウクライナが第一請求権を持っている（もしも分離主義側が持っているならウクライナ政府に渡すべきだ）と述べた。
7月18日、国際民間航空機関 (ICAO) はウクライナ側の要請に応える形で、国際民間航空条約26条に基づきウクライナ国家航空事故調査局を支援する専門家チームを派遣すると発表した。7月21日、国連安全保障理事会は事件の公式犯罪捜査に関連する決議2166を採択した。7月24日、ICAOは加盟に対して、紛争の影響を受けた空域で運行する民間航空機の安全や安全保障への責務を改めて通知した。

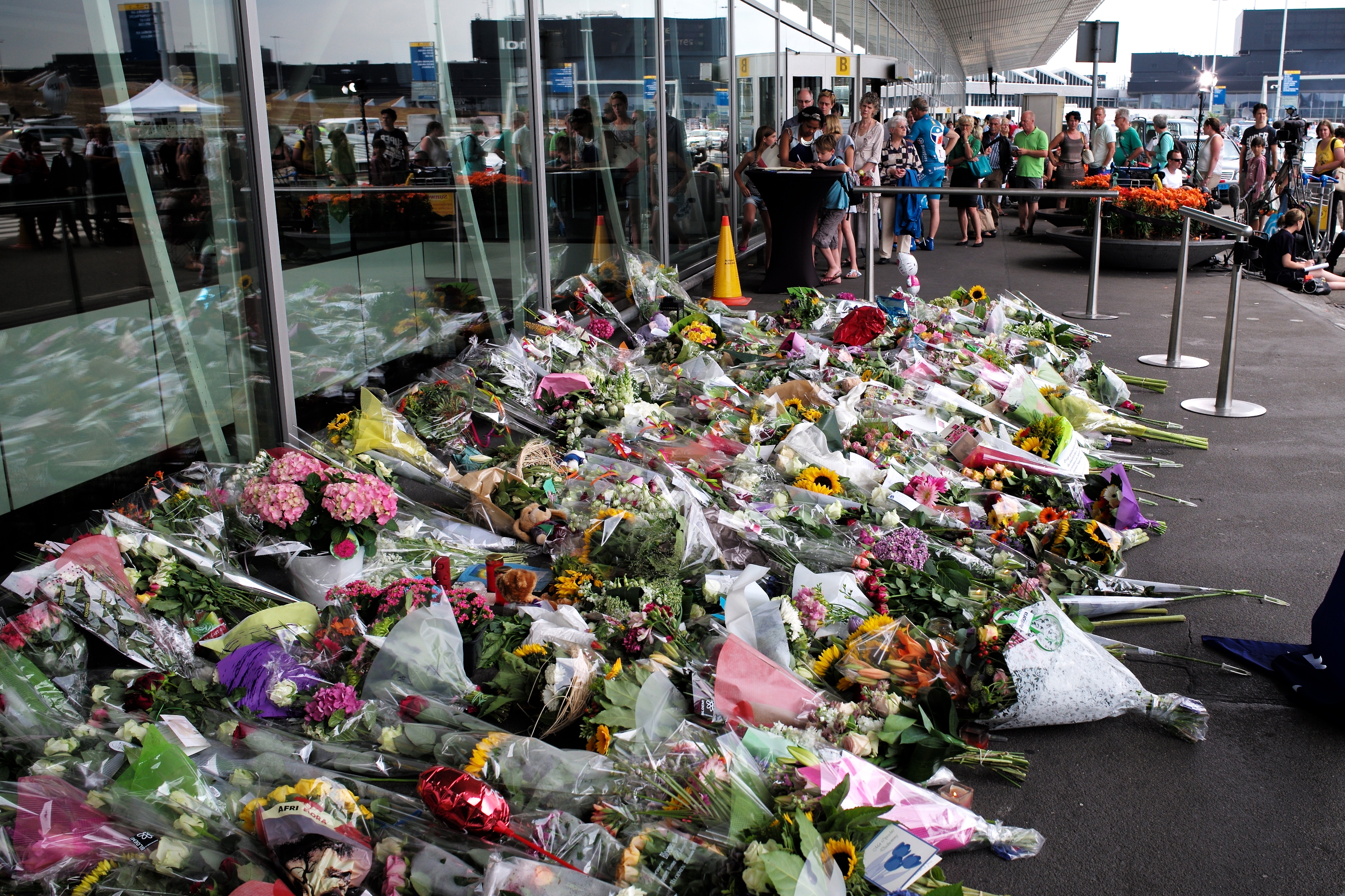
MH17便犠牲者のためスキポール空港に仮設された献花台

墜落事故の後、オーストラリア とオランダで追悼式が行われ、オランダでは最初の犠牲者が到着した日を国家哀悼日とした（1962年以来初めてのこと）。7月20日、代表団がMH17便に数人搭乗していたエイズ2014会議の開会式は墜落犠牲者への弔辞から始まった。マレーシアでは、首都クアラルンプールに仮設の献花台が作られた。

## ロシアメディアの報道
ベリングキャットは、ロシアメディアによる報道が他の大半の国における報道とは異なり、時間の経過とともに大幅に変化していると主張している。ベリングキャットによると、これらの変更は通常DSBや調査団によって公開された新しい証拠に対応して行われている。2014年7月18日から24日にかけてレバダセンター（ロシアの独立系調査機関）が実施した世論調査によると、調査対象であるロシア人の80%がMH17の墜落はウクライナ軍によるものと考えていた。ウクライナ東部にいる親ロシア分離主義者の人災だと非難した回答者はわずか3%だった。研究者は、この見解がテレビ視聴による情報領域 (televisual infosphere) の影響を受けたものだと述べた。事件後の3日間で、ロシアのネット調査会社「トロールファーム」が偽アカウントから11万件超のツイートを投稿していた。主にロシア語で投稿されたツイートは当初、反政府勢力がウクライナの飛行機を撃墜したと言っていたが、急にウクライナが攻撃を実行したと非難することに切り替わった。
対照的に、ロシア革新系野党の新聞ノーヴァヤ・ガゼータは墜落事故直後にオランダ語で「Vergeef ons, Nederland（我々を許してくれ、オランダよ）」という見出しを掲載した。

### 当初の反応
7月17日の夕方、ロシアのポータルサイトLifeNews（現・Life.ru）は、ドネツィク州トレス付近で現地時間17時半ごろにウクライナ空軍のAn-26輸送機がミサイルにより撃墜されたとする分離主義者からの声明を配信した。RIAノーボスチもまたAn-26が現地時間16:00頃にトレス近郊の分離主義民兵によって撃墜されたと報道した。同時刻にDPRを通じてブーク発射台護送団を担当したレオニード・ハルチェンコは、彼の司令官セルゲイ・デュビンスキーに発射台が「その場にあり」、ウクライナの地上攻撃機「一機を既に撃墜させた」と報告した。
撃墜されたのが民間航空機だと明らかになった直後、分離主義のメディアは一切の責任を否定し、商業輸送の巡航高度に到達しうる対空ミサイルの所持を否定した。

### ウクライナ空軍による撃墜との主張
墜落事故から最初の1年間、ロシア国営メディアはウクライナ空軍のSu-25ジェット機が17便を撃墜したと主張していた。ロシアの将官の証言では、ウクライナ軍のジェット機がMH17の近くにいたことがロシア航空管制からのレーダー情報で示されたという。後からウクライナ空軍の脱走兵が、墜落当時MH17の近くを飛行することについてパイロット達が議論しているのを聞いたと主張した。11月15日、恐らくウクライナのSu-25戦闘機によって後方から撃たれた旅客機の写っている漏洩したスパイ衛星写真をチャンネル1が報道し、他のロシアメディアも追随して転載したが、ヘタな合成写真で航空機の大きさが合っていないとして即座に否定された。後に、その写真は自称航空専門家によって電子メールで送信されたことが明らかとなり、彼は情報の扱いが不適切だったとして謝罪した。雑誌『ザ・ニューヨーカー』による後のインタビューで、チャンネル1の最高経営責任者コンスタンティン・エルンストは、衛星写真の報道が「単純な誤報」であるとし、意図しなかったヒューマンエラーだと述べた。
この供述は後に、MH17便がウクライナ軍の操縦するブークによって撃墜されたというものに置き換わった。その後のロシア軍による2016年のレーダーデータの提示では、もはやこの地域に軍用機の存在は映っていなかった。

### ウクライナのブークによる撃墜との主張
2015年5月、ノーヴァヤ・ガゼータ紙はロシア軍事技術者グループの名義入り報告書を発表し、航空機の機体破片と損傷パターンの分析に基づいて、旅客機が9M38M1ミサイルのブーク発射台によって撃墜されたと結論付けた。その中で、ミサイルがスニジネからではなくザロシチェンスケから発射されたもので、その当時ウクライナの対空部隊がそこにいたと主張した。ウクライナ保安庁は、ノーヴァヤ・ガゼータの説明には不正確さがあると述べ、報告書の一部を偽物と称した。ロシアの軍事専門家は、爆発の瞬間時におけるロケットの空間的指向は報告書が主張したようなスニジネからの発射可能性を排除していない、とTV Rainで論じた。また、報告書は墜落の原因としてブークミサイルを認めており、ロシアメディアで流布された墜落に関する以前の理論（Su-25など）を信用できないとしていることを指摘した。ウクライナ・プラウダ紙はウクライナの対空部隊に関する主張に疑問を呈し、撃墜当日にザロシチェンスケは親ロシア勢力の支配下にあったと述べた。
2015年6月、モスクワに本社がある軍需企業アルマズ・アンテイは、MH17がブークミサイルによって撃墜されたとする見解を示した。技術部長ミハイル・マリセフスキーは、機体の損傷の態様から使用されたミサイルが限定できると述べた。その上で、ミサイルはウクライナの支配する領域から発射されたもので、分離主義勢力の支配領域ではないと主張した。ノーヴァヤ・ガゼータ紙は分析を公表し、アルマズ・アンテイの見解を否定したほか、当時村にはウクライナ軍もブーク発射台も無かったというザロシチェンスケ住民へのインタビューも掲載した。
2014年7月21日、ロシアは衛星画像を根拠としてウクライナ軍によるブークミサイルの配備を指摘した。2015年5月31日、ベリングキャットは衛星画像の分析結果を公表し、画像が編集された痕跡を指摘した。独紙ビルトはロシアの衛星画像を「偽物」と表現した。
2018年9月17日、ロシア国防省は記者会見を開き、オランダの調査官がミサイルの一部とそのシリアル番号を表示した後に自分達はブークミサイルを生産した研究センターの記録を調査して機密解除した、とミサイル砲兵総局長官のニコライ・パルシン将軍が語った。パルシンは、ロシアの記録ではこれら部品から作られたミサイルが1986年にウクライナ西部の軍事部隊に輸送されたことを示しており、ロシアの認識ではウクライナを離れたことがないと発言した。当局はまた、旅客機を撃墜したとされるミサイルがロシアからウクライナに移動したことが映っているという合同調査団 (JIT) の提示したビデオ証拠は捏造されたものだと主張した。
2018年9月、JITは、回収されたミサイル部品に関して、同年5月にロシアに詳細な情報を要求したにもかかわらず返答を得ていないと述べた。JITはロシアが提供する情報を常に慎重に分析しており、一般公開された情報はいくつかの点で不正確であった。というのも、ロシアはどうやってMH17が撃墜されたかについて、時間経過と共に異なる説明をつけていたからである。例えば、ウクライナの戦闘機が空対空ミサイルをMH17に発射した証拠（レーダー画像）を持っているとの主張も行っていた。
ウクライナ国家安全保障・国防会議の書記オレクサンドル・トゥルチノフは2018年9月、ロシアの主張が「犯罪を隠蔽するためロシア政府が捏造したもう一つの失敗した虚偽報告であることが、公式調査および独立した専門機関によって証明された」と述べた。

### 陰謀論
7月18日、ドンバス人民兵の司令官イーゴリ・ギルキンが「かなりの数の遺体が新鮮ではなかった」と語ったことが報じられた。彼は続けて「ウクライナ当局はどんなごまかしもやってのける」と述べ、残骸の中に大量に血清と薬が見つかったと主張した。ギルキンはまた、乗客の一部が墜落の数日前に死亡していたとも述べた。
当初、ロシア政府が支援するテレビ局RTは、本事件がウクライナの「西側支持者」が組織した陰謀であり、ウラジーミル・プーチン大統領暗殺の企みに失敗してウクライナによって撃墜された可能性があると報じていたが、プーチンの飛行ルートはウクライナの北側数百kmだったので、これはすぐに否定された。
ロシア政府支持メディアによって広められた他の陰謀説には、ウクライナ側が誤って旅客機を撃墜したという主張が含まれており、2001年のシベリア航空機撃墜事件と酷似した手法（2014年12月の報道）であった。具体的には、ウクライナの航空管制が戦争地域の上空を飛ぶためにフライトの行き先を意図的に変更したとか、ウクライナ政府が親ロシアの反政府勢力の信用を落とすために攻撃を組織したとの説があった。ロシアのマスメディアで流布された異説の数は、DSBとJITの調査が分離主義者だと指摘するにつれて増えていった。
過去5年間RTの特派員として働いていたサラ・ファースは、墜落事故の局報道を「嘘」と表現して抗議し、2014年7月18日に辞職した。同社はファースが他企業からのオファーを受けて退職したと述べた。
2017年5月、MH17墜落事故に関する公開討論において、墜落事故の「目撃者」として一人のウクライナ人男性が証言した。11月、この件に関して、オランダの新聞NRCハンデルスブラットは、キリスト教民主アピール党の政治家ピーター・オムツィクトが公開討論に先立ってその人物と接触し、話す内容を指示していたと報じた。その男性はウクライナからの亡命希望者で、墜落を目撃していないにもかかわらず、事件が発生した時刻に他の航空機を目撃したと述べ、ウクライナによる撃墜を示唆したという。
2018年、ロシア国防省はウクライナの兵士が旅客機を撃墜したと言及する音声記録を保有していると主張した。